# Minkowice Oławskie (stacja kolejowa)
Minkowice Oławskie – stacja kolejowa w Minkowicach Oławskich w województwie dolnośląskim, w powiecie oławskim.
Przystanek na żądanie.

## Ruch pasażerski
| Rok  | Wymiana pasażerska na dobę |
| ---- | -------------------------- |
| 2017 | 0-9                        |
| 2022 | 10-19                      |

## Połączenia
- Jelcz-Laskowice
- Opole Główne przez Biskupice Oławskie